# Cathaya argyrophylla
Cathaya argyrophylla är en tallväxtart som beskrevs av Woon Young Chun och Ko Zen Kuang. Cathaya argyrophylla är ensam i släktet Cathaya som ingår i familjen tallväxter. Inga underarter finns listade i Catalogue of Life.
Arten förekommer i Kina i provinserna Guangxi, Guizhou, Hunan och Sichuan samt i stadsdistriktet Chongqing. Utbredningsområdet ligger 900 till 1900 meter över havet. Klimatet i regionen är tempererat till varmt och ganska fuktigt. Cathaya argyrophylla hittas glest fördelad i skogar med hårdbladsväxter. De andra träden tillhör oftast familjen bokväxter. Ibland ingår även andra barrträd som Pinus fenzeliana, Tsuga chinensis och Nothotsuga longibracteata i samma skogar.
Cathaya argyrophylla var redan vid upptäckten sällsynt och den blev aldrig brukad. I utbredningsområdet inrättades några skyddszoner. Hårdbladsväxterna utvecklas allmänt snabbare vad som gör det svårt för arten att etablera sig. Exemplar odlas i olika botaniska trädgårdar. IUCN listar arten på grund av sällsyntheten som sårbar (VU).

## Bildgalleri

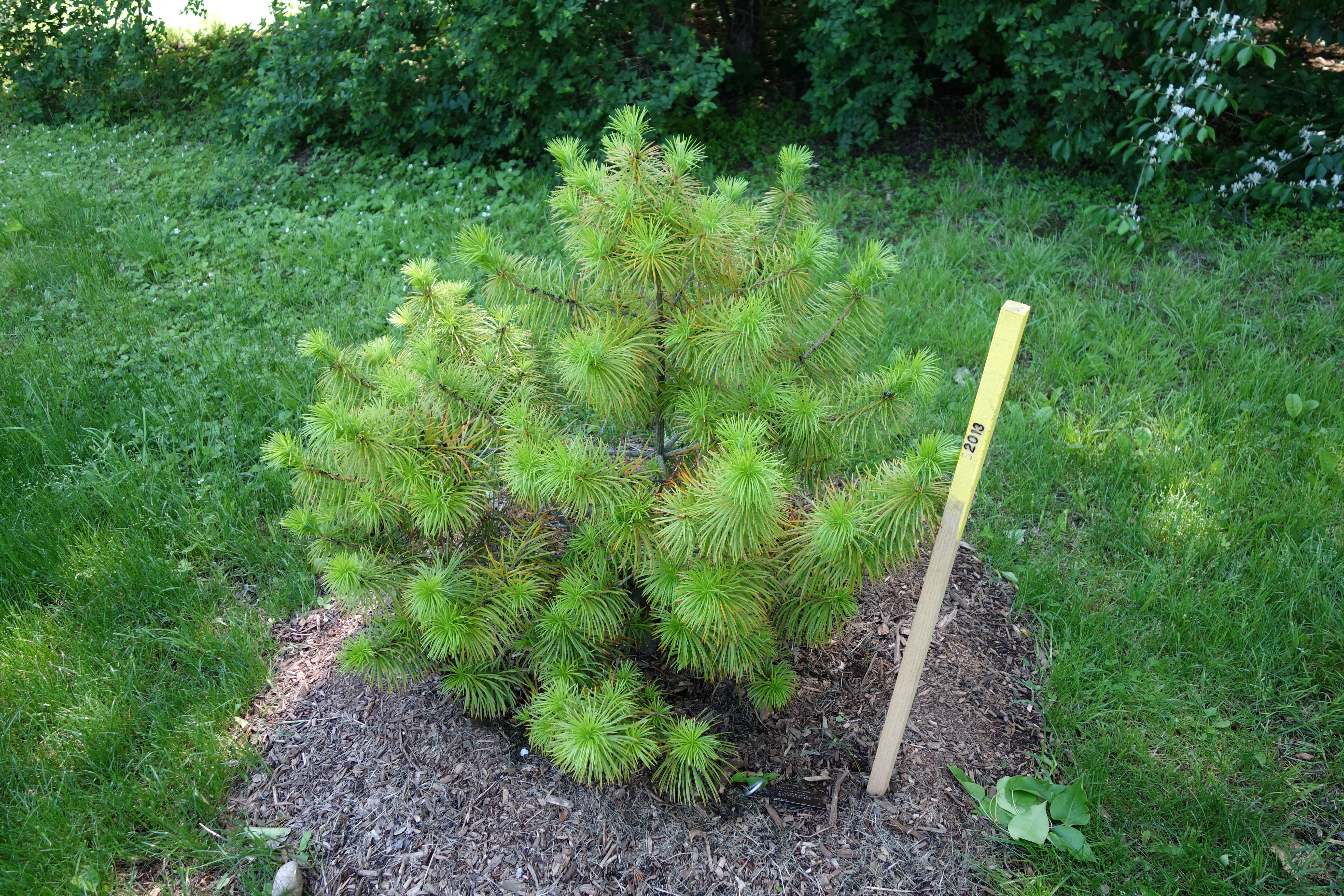
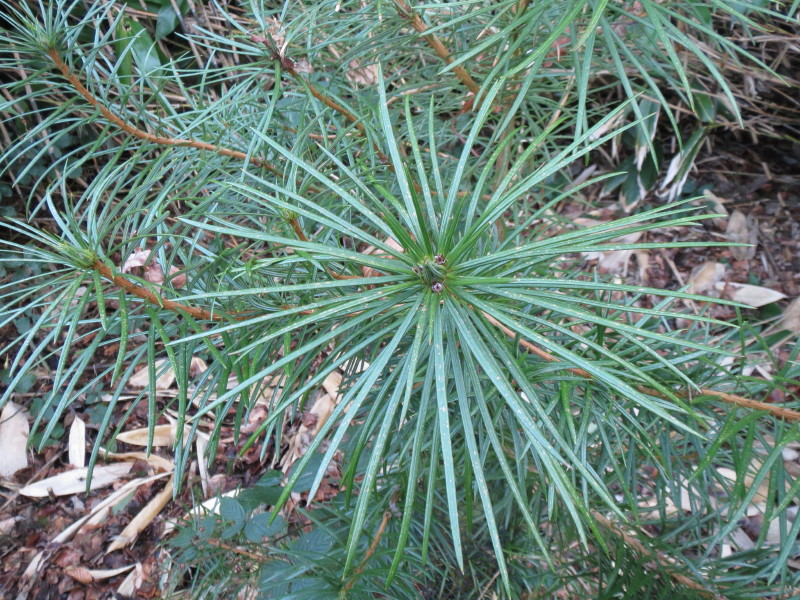
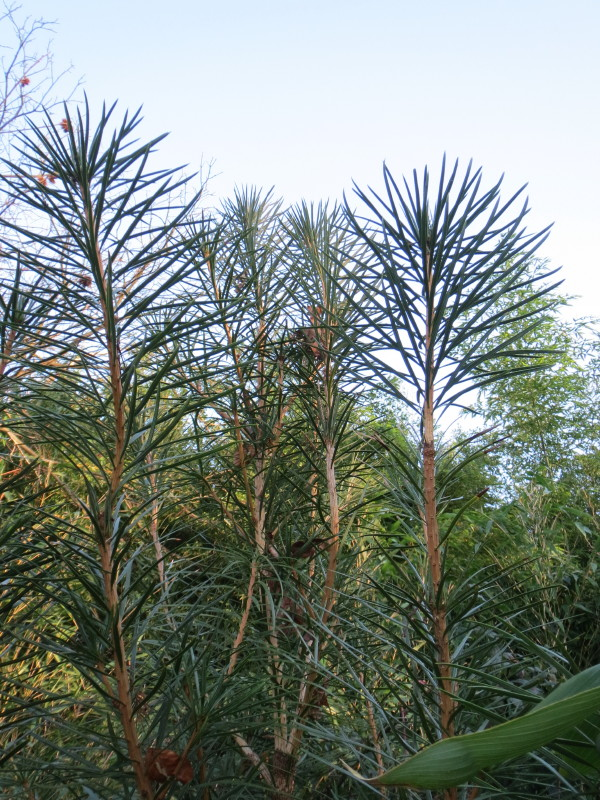